# Slǎnic
Slănic (rumænsk udtale: [sləˈnik]) er en af de 12 byer i distriktet  Prahova i Muntenien, Rumænien med 4.669 (2021) indbyggere. Den er historisk, og i dag, kendt som et saltudvindingscenter, samt en kurby, med saltsøer. To landsbyer, Groșani og Prăjani, er administreret af byen.

## Beliggenhed
Slănic ligger ved foden af den sydlige del af Østkarpaterne ved distriktsvejen (drum județean). DJ 102. Distriktets hovedstad Ploiești ligger ca. 40 km mod syd.

## Etymologi
Som navnet (salt på slavisk) antyder, er det meste af Slănic's historie og økonomi direkte relateret til tilstedeværelsen af relativt store mængder salt under jorden, og endda i det fri.
Slănic er også navnet på den bæk, der løber gennem byen, og som er en biflod til Vărbilău, der igen er en biflod til floden Teleajen.
Selv om det teknisk set er ukorrekt, bruges det sammensatte navn Slănic Prahova også, især i andre dele af Rumænien. Dette alternative navn blev sandsynligvis skabt for at hjælpe med at skelne mellem Slănic og en anden rumænsk by, Slănic-Moldova.

## Historie
Slănic blev første gang nævnt i et dokument i 1532. Et andet skriftligt dokument fra 1685 nævner saltforekomster, der er blevet udvundet siden dengang. I 1713 donerede adelsmanden Mihai Cantacuzino Slănic med sine saltminer til Colțea-klosteret i Bukarest. Saltforekomsterne blev også brugt til helbredende formål fra det 19. århundrede. I 1886 fik Slănic status som kurby og i 1892 status som by. Efter 2. verdenskrig blev kuraktiviteterne intensiveret.